# بوف ماهی‌خوار مالایی
بوف ماهی‌خوار مالایی (نام علمی: Ketupa ketupu) نام یک گونه از تیره جغدان راستین است.